# Willy Caballero
Wilfredo Daniel Caballero, cunoscut ca Willy Caballero (n. 28 septembrie 1981, Santa Elena, Provincia Entre Ríos, Argentina), este un fotbalist care a jucat în Premier League la Southampton FC și la echipa națională a Argentinei.